# Liste des phares en Alabama
La liste des phares en Alabama dresse la liste des phares de l'État américain d' Alabama répertoriés par la United States Coast Guard (de la frontière de la Mississippi à celle de la Floride). 
Les aides à la navigation en Alabama sont gérées par le huitième district de l' United States Coast Guard , mais la propriété (et parfois l’exploitation) de phares historiques a été transférée aux autorités et aux organisations de préservation locales.
Leur préservation est assurée par des sociétés locales de la American Lighthouse Foundation (en) et sont répertoriés au Registre national des lieux historiques (*).

## Baie de Mobile
- Phare de Sand Island (Alabama) *

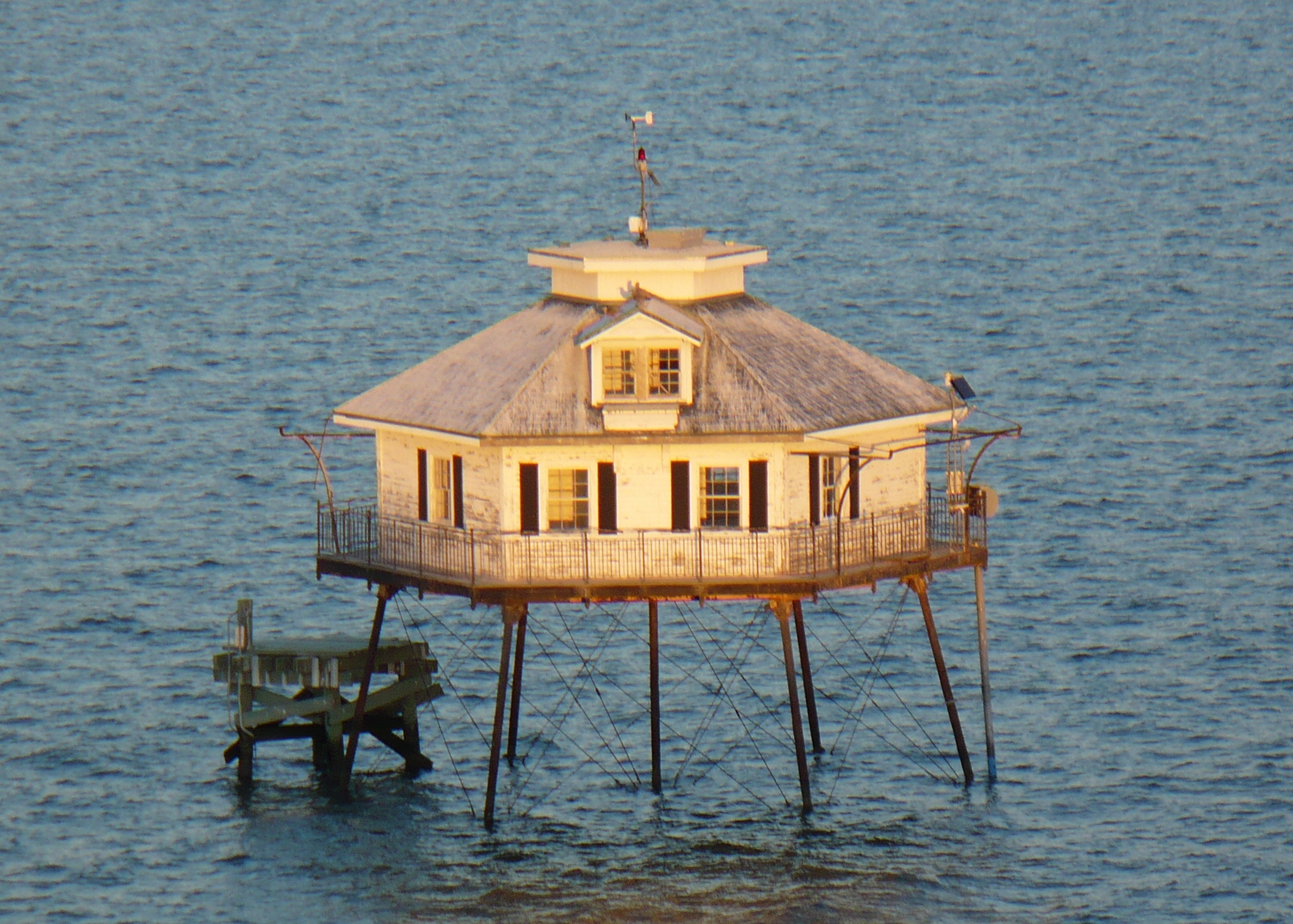
Middle Bay

- Mobile Point Range Lights (en)
- Phare de Middle Bay *
- Choctaw Point Light (en)
- Battery Gladden Light (en)